# Xerochlora mesotheides
Xerochlora mesotheides là một loài bướm đêm trong họ Geometridae.